# Ночі без нічлігу
«Ночі без нічлігу» — радянський художній фільм 1966 року, знятий на Литовській кіностудії режисером Альгірдасом Арамінасом за сценарієм Володимира Огнєва.

## Сюжет
Фільм присвячений останньому періоду життя литовського поета Вітаутаса Монтвіли. 1941 рік, в перші дні війни, після заняття фашистами Литовської РСР, гестапо арештовує поета Вітаутаса Мантвідаса. Сидячи в камері він згадує своє життя. У камері він не один — тут його друг — поет Мечіс.

## У ролях
- Стасіс Петронайтис — Вітаутас Мантвідас
- Елеонора Матулайте — Констанція
- Регіна Зданавичюте — мати Вітаутаса
- Даля Меленайте — Мілда
- Альгімантас Масюліс — Мечіс
- Юозас Мільтініс — Іла
- Казимірас Віткус — Адомас
- Баліс Бараускас — Янас
- Рімгаудас Карвяліс — Мендель Кацнельсон
- Стяпонас Космаускас — німецький офіцер
- Ванда Летувайтіте — відвідувачка бару
- Вацловас Бледіс — безробітний
- Юозас Ярушявичюс — безробітний
- Антанас Габренас — епізод
- Бронюс Гражіс — епізод
- Ромуальдас Грінцявічюс — тюремний наглядач
- Стяпас Юкна — голова військово-польового суду
- Баліс Юшкявічюс — епізод
- Юозас Канопка — лікар
- Наполеонас Накас — епізод
- Ромуальдас Тумпа — епізод
- Альгірдас Заланскас — епізод
- Дануте Відугіріте — медсестра
- Елеонора Корізнайте — Мілда в дитинстві
- Вігантас Космаускас — Вітаутас в дитинстві

## Знімальна група
- Режисери — Альгірдас Арамінас, Гедимінас Карка
- Сценарист — Володимир Огнєв
- Оператор — Донатас Печюра
- Композитор — Едуардас Бальсіс
- Художник — Юзефа Чейчіте